# Johan Laats
Johan Laats (Wilrijk, 10 de enero de 1967) es un deportista belga que compitió en judo. Ganó una medalla en el Campeonato Mundial de Judo de 1991, y cinco medallas en el Campeonato Europeo de Judo entre los años 1991 y 1997.
Participó en tres Juegos Olímpicos de Verano entre los años 1988 y 1996, su mejor actuación fue un quinto puesto logrado en Barcelona 1992 en la categoría de –78 kg.

## Palmarés internacional
| Campeonato Mundial | Campeonato Mundial       | Campeonato Mundial | Campeonato Mundial |
| Año                | Lugar                    | Medalla            | Categoría          |
| ------------------ | ------------------------ | ------------------ | ------------------ |
| 1991               | Barcelona (España)       | Medalla de plata   | –78 kg             |
| Campeonato Europeo |                          |                    |                    |
| Año                | Lugar                    | Medalla            | Categoría          |
| 1991               | Praga (Checoslovaquia)   | Medalla de plata   | –78 kg             |
| 1993               | Atenas (Grecia)          | Medalla de bronce  | –78 kg             |
| 1994               | Gdańsk (Polonia)         | Medalla de plata   | –78 kg             |
| 1995               | Birmingham (Reino Unido) | Medalla de bronce  | –78 kg             |
| 1997               | Ostende (Bélgica)        | Medalla de oro     | –78 kg             |